# 佩特拉尼
49°10′26″N 27°54′39″E / 49.17389°N 27.91083°E
佩特拉尼（烏克蘭語：Петрані），是烏克蘭的村落，位於該國西南部文尼察州，由日梅林卡區負責管轄，始建於1550年，面積0.8平方公里，海拔高度340米，2001年人口131。